# لانگفورد، تاسمانی
لانگفورد (به انگلیسی: Longford) یک شهرک در استرالیا است که در تاسمانی واقع شده‌ است.